# Studebaker E Series Truck
Studebaker E-Series a fost o serie de vehicule comerciale produse de Studebaker între 1955 și 1965. Aproximativ 138.000 de unități ale camionului au fost produse și vândute în întreaga lume. Camionul a înlocuit Studebaker M-Series și a fost înlocuit de camionul Studebaker Champ.

## Istoric
Cea mai distinctivă caracteristică a camioanelor din seria E Studebaker este cabina, care a rămas neschimbată prin modelele din 1959. Cu doar două schimbări - un parbriz dintr-o singură piesă în 1954 (pentru seria 3R precedentă) și o lunetă spate mai mare în 1955 pentru prima serie E - a fost în esență aceeași cabină ca a fost introdusă pe seria 2R la mijlocul anului 1948 ca un model din 1949. Primul E a fost disponibil cu trei motoare, Champion 185 cu (3,0 L) in-șase cu 92 CP (69 kW), Commander 246 cu (4,0 L) șase cu 102 CP (76 kW) sau 224 în (3,7 L) Commander V8 cu 140 CP (100 kW). Modelele mai grele de 1½ și 2 tone erau disponibile cu cea mai mare Commander V8 de 259 cu în (4.2 L), cu 156 sau 175 CP (116 sau 130 kW), respectiv. Motoarele mai mari au migrat treptat către ofertele mai ușoare de-a lungul anilor, modelele cu șase cilindri devenind din ce în ce mai puțin relevante. În 1957, Studebaker's 289 cu in (4,7 L) și-a găsit drumul în 3E40 de 2 tone și a fost disponibil sporadic, mai ales în partea de sus a gamei.
2E din 1956 a primit o capotă nouă, cu scriptul „Studebaker” acum pe o grilă secundară cromată montată sus. Semnalizatoarele din față au fost, de asemenea, încorporate în grilă, sub faruri. 20.218 camioane Studebaker 2E au fost construite în anul model 1956. O nouă grilă masivă din fibră de sticlă a apărut la modelele 3-5 din 1957-58 și a fost ultima schimbare semnificativă de stil făcută acestor camioane.